# Симпатические чернила
Симпати́ческие (невидимые) черни́ла — чернила, записи которыми являются изначально невидимыми и становятся видимыми только при определённых условиях (нагрев, освещение, химический проявитель и т. д.).
Одним из наиболее распространённых методов классической стеганографии является использование симпатических чернил. Обычно процесс записи осуществляется следующим образом: первый слой — наносится важная запись невидимыми чернилами, второй слой — ничего не значащая запись видимыми чернилами.

## История
Ещё в I веке н. э. Филон Александрийский описал рецепт симпатических чернил из сока чернильных орешков, для проявления которых требовался раствор железомедной соли. Овидий предлагал использовать молоко в качестве невидимых чернил (проявляется после нагрева). Невидимые чернила продолжали использоваться как в средневековье, так и в новейшее время, например, в письмах русских революционеров из тюрем. Секретный текст, написанный молоком между строк внешне безобидного обычного письма, проявлялся при проглаживании бумаги горячим утюгом.
В качестве симпатических чернил могут быть использованы самые различные вещества:
| Чернила                                         | Проявитель                         |
| ----------------------------------------------- | ---------------------------------- |
| Лимонная кислота (пищевая)                      | Метиловый оранжевый                |
| Воск                                            | CaCO3 или зубной порошок           |
| Яблочный сок                                    | Нагрев                             |
| Молоко                                          | Нагрев                             |
| Сок лука                                        | Нагрев                             |
| Сок брюквы                                      | Нагрев                             |
| Пирамидон (в спиртовом растворе)                | Нагрев                             |
| Вяжущие средства для дезинфекции рта и глотки   | Нагрев                             |
| Квасцы                                          | Нагрев                             |
| Слюна                                           | Очень слабый водный раствор чернил |
| Моча (свежая)                                   | Нагрев                             |
| Фенолфталеин                                    | Разбавленная щелочь                |
| Стиральный порошок (с оптическим отбеливателем) | Свет лампы ультрафиолета           |
| Крахмал                                         | Йодная настойка                    |
| Аспирин                                         | Соли железа                        |
| Пищевая сода (водный раствор 1:1)               | Нагрев                             |